# Sonate voor violoncello en basso continuo nr. 7 (Vivaldi)
Sonate voor violoncello en basso continuo nr. 7 is een compositie van de Italiaanse componist Antonio Vivaldi. De compositie is geschreven in de toonsoort a mineur. Het Ryom-Verzeichnisnummer is 44.
De compositie bestaat uit vier delen. Alle vier de delen hebben ook daadwerkelijk een naam van een dans meegekregen. Dit in tegenstelling tot de andere acht overgebleven cellosonates van Vivaldi, welke enkel een tempoaanduiding voor een deel kennen:
1. Preludio
2. Allemanda
3. Sarabanda
4. Gigue

nr. 1 in Bes majeur · nr. 2 in F majeur · nr. 3 in a mineur · nr. 4 in Bes majeur · nr. 5 in e mineur · nr. 6 in Bes majeur · nr. 7 in a mineur · nr. 8 in Es majeur · nr. 9 in g mineur · RV 38, verloren gegaan